# 陶鶴寿丸
陶 鶴寿丸（すえ つるじゅまる）は、戦国時代の人物。

## 生涯
天文20年（1551年）に生まれる。厳島の戦いで討ち死した陶晴賢（隆房）の末子とも、その嫡男・長房の長男ともいわれている（年齢的に考えれば、晴賢の息子である可能性が高い）。
その後、鶴寿丸は、大内義長に近侍していが、弘治3年（1557年）の防長経略で、長房は富田若山城でに攻められ討ち死（長穂村龍文寺に逃げ、そこで自害したという説もある)した。
義長も攻められて長門国長福院（功山寺）で自害した際、そばにいた幼児である彼も義長に殉死した。享年7。これにより陶氏は断絶となった。鶴寿丸を殺害したのは陶氏の忠臣・野上房忠であるが、房忠も鶴寿丸殺害後に自害している。
陶氏の嫡流は完全に途絶えたが、傍流の陶隆満や宇野元弘は毛利家臣となっている。